# Вест-Ноттінгем Тауншип (округ Честер, Пенсільванія)
Вест-Ноттінгем Тауншип (англ. West Nottingham Township) — селище (англ. township) в США, в окрузі Честер штату Пенсільванія. Населення — 2764 особи (2020).

## Демографія
Згідно з переписом 2010 року, у селищі мешкали 2722 особи в 998 домогосподарствах у складі 741 родини. Було 1049 помешкань
Расовий склад населення:
| - 91,3 % — білих - 2,0 % — чорних або афроамериканців - 0,6 % — корінних американців - 0,3 % — азіатів - 3,8 % — осіб інших рас |

До двох чи більше рас належало 2,0 %. Частка іспаномовних становила 8,3 % від усіх жителів.
За віковим діапазоном населення розподілялося таким чином: 25,5 % — особи молодші 18 років, 60,8 % — особи у віці 18—64 років, 13,7 % — особи у віці 65 років та старші. Медіана віку мешканця становила 40,2 року. На 100 осіб жіночої статі у селищі припадало 105,4 чоловіків;  на 100 жінок у віці від 18 років та старших — 102,8 чоловіків також старших 18 років.
Середній дохід на одне домашнє господарство  становив 67 057 доларів США (медіана — 51 587), а середній дохід на одну сім'ю — 71 110 доларів (медіана — 63 456). Медіана доходів становила 45 109 доларів для чоловіків та 37 969 доларів для жінок. За межею бідності перебувало 8,3 % осіб, у тому числі 14,0 % дітей у віці до 18 років та 6,2 % осіб у віці 65 років та старших.
Цивільне працевлаштоване населення становило 1323 особи. Основні галузі зайнятості: освіта, охорона здоров'я та соціальна допомога — 22,8 %, виробництво — 20,3 %, роздрібна торгівля — 13,3 %, будівництво — 8,5 %.